# Bonneville County
Bonneville County is een county in de Amerikaanse staat Idaho.
De county heeft een landoppervlakte van 4.839 km² en telt 82.522 inwoners (volkstelling 2000). De hoofdplaats is Idaho Falls.